# Jéssica Bouzas Maneiro
Jéssica Bouzas Maneiro (Vilagarcía de Arousa, 24 settembre 2002) è una tennista spagnola.

## Carriera
Jéssica Bouzas Maneiro ha vinto 11 titoli in singolare e 4 titoli nel doppio nel circuito ITF in carriera. L'11 agosto 2025 ha raggiunto il best ranking in singolare, la 42ª posizione mondiale, mentre in doppio ha raggiunto la 201ª posizione il 9 gennaio 2023.
Ha preso parte ai XIX Giochi del Mediterraneo tenutosi a Orano, in Algeria, conquistando la medaglia di bronzo nel singolo e la medaglia d'oro nel doppio insieme a Guiomar Maristany.

## Circuito WTA 125

### Singolare

#### Vittorie (1)
| N. | Data          | Torneo                        | Superficie  | Avversaria in finale | Punteggio     |
| 1. | 31 marzo 2024 | Megasaray Hotels Open, Adalia | Terra rossa | Irina-Camelia Begu   | 6-2, 4-6, 6-2 |

## Statistiche ITF

### Singolare

#### Vittorie (11)
| Torneo $100.000 (0) |
| Torneo $80.000 (0)  |
| Torneo $60.000 (2)  |
| Torneo $40.000 (1)  |
| Torneo $25.000 (3)  |
| Torneo $15.000 (5)  |

| N.  | Data             | Torneo                                                   | Superficie  | Avversaria in finale        | Punteggio            |
| 1.  | 10 gennaio 2021  | Egypt ITF World Tennis Tour, Il Cairo                    | Terra rossa | Chantal Škamlová            | 7–5, 4–6, 6–4        |
| 2.  | 17 gennaio 2021  | Egypt ITF World Tennis Tour, Il Cairo                    | Terra rossa | Anastasia Nefedova          | 6-0, 6-0             |
| 3.  | 13 giugno 2021   | Lyttos Beach ITF Pro Circuit, Heraklion                  | Terra rossa | María José Portillo Ramírez | 6-3, 6-0             |
| 4.  | 13 febbraio 2022 | ITF Women's Villena, Villena                             | Cemento     | Ashley Lahey                | 6-2, 6-1             |
| 5.  | 27 marzo 2022    | Vilas Academy Calvia Open, Palma Nova                    | Terra rossa | Yvonne Cavallé Reimers      | 6-4, 6-1             |
| 6.  | 17 luglio 2022   | Schönbusch Open, Aschaffenburg                           | Terra rossa | Katharina Hobgarski         | 6-1, 6-2             |
| 7.  | 9 ottobre 2022   | Sibenik Open, Sebenico                                   | Terra rossa | Leyre Romero Gormaz         | 6-3, 6-3             |
| 8.  | 16 ottobre 2022  | The Campus Open, Quinta do Lago                          | Cemento     | Tara Würth                  | 7-5, 5-4, rit.       |
| 9.  | 16 luglio 2023   | Torneo Internazionale Femminile Antico Tiro a Volo, Roma | Terra rossa | Raluca Șerban               | 6-2, 6-4             |
| 10. | 28 gennaio 2024  | TBC Porto Open, Porto                                    | Cemento (i) | Maja Chwalińska             | 3-6, 6-0, 6-4        |
| 11. | 17 febbraio 2024 | Chaly Women's, Morelia                                   | Cemento     | Hailey Baptiste             | 6(11)-7, 6-1, 7-6(1) |

#### Sconfitte (8)
| Torneo $100.000 (2) |
| Torneo $80.000 (0)  |
| Torneo $60.000 (1)  |
| Torneo $40.000 (1)  |
| Torneo $25.000 (2)  |
| Torneo $15.000 (2)  |

| N. | Data             | Torneo                                                              | Superficie      | Avversaria in finale | Punteggio        |
| 1. | 13 dicembre 2020 | Torneo Internacional de Teis Ciudad Raqueta, Madrid                 | Terra rossa (i) | Conny Perrin         | 4-6, 6(8)-7      |
| 2. | 21 marzo 2021    | Internationaux de Tennis Féminin de Gonesse, Gonesse                | Terra rossa (i) | Marine Partaud       | 4-6, 3-6         |
| 3. | 20 giugno 2021   | ITF Ciudad Raqueta, Madrid                                          | Terra rossa     | Amandine Hesse       | 4-6, 5-7         |
| 4. | 22 maggio 2022   | Torneig Internacional Femení Platja D'Aro 365, Castell-Platja d'Aro | Terra rossa     | Guiomar Maristany    | 6(2)-7, 4-6      |
| 5. | 7 maggio 2023    | Advantage Cars Prague Open, Praga                                   | Terra rossa     | Darja Semeņistaja    | 6-2, 3-6, 4-6    |
| 6. | 13 agosto 2023   | ITF Disa Gran Canaria, Maspalomas                                   | Terra rossa     | Julia Grabher        | 4-6, 4-6         |
| 7. | 4 febbraio 2024  | TBC Porto Open, Porto                                               | Cemento (i)     | Rebecca Šramková     | 7-6(4), 5-7, 1-6 |
| 8. | 14 aprile 2024   | Zaragoza Open, Saragozza                                            | Terra rossa     | Moyuka Uchijima      | 1-6, 2-6         |

### Doppio

#### Vittorie (4)
| Torneo $100.000 (0) |
| Torneo $80.000 (0)  |
| Torneo $60.000 (1)  |
| Torneo $40.000 (0)  |
| Torneo $25.000 (3)  |
| Torneo $15.000 (0)  |

| N. | Data              | Torneo                                                        | Superficie  | Compagna            | Avversarie in finale                | Punteggio        |
| 1. | 16 aprile 2022    | Magnesium K Active Ladies Open, Oeiras                        | Terra rossa | Guiomar Maristany   | Francisca Jorge Matilde Jorge       | 3–6, 6–4, [10–8] |
| 2. | 8 luglio 2022     | Torneo Internacional de Tenis de Getxo, Getxo                 | Terra rossa | Leyre Romero Gormaz | Park So-hyun Sapfo Sakellaridi      | 7-5, 6-0         |
| 3. | 6 agosto 2022     | ITF World Tennis Tour Gran Canaria, San Bartolomé de Tirajana | Terra rossa | Leyre Romero Gormaz | Lucía Cortez Llorca Rosa Vicens Mas | 1–6, 7–5, [10–6] |
| 4. | 10 settembre 2022 | Marbella Dunique Cup, Marbella                                | Terra rossa | Leyre Romero Gormaz | Julia Riera Daniela Seguel          | 6-4, 6-2         |

#### Sconfitte (2)
| Torneo $100.000 (0) |
| Torneo $80.000 (0)  |
| Torneo $60.000 (0)  |
| Torneo $40.000 (0)  |
| Torneo $25.000 (1)  |
| Torneo $15.000 (1)  |

| N. | Data             | Torneo                                    | Superficie  | Compagna            | Avversarie in finale                | Punteggio         |
| 1. | 27 febbraio 2021 | Artengo Open Series, Adalia               | Terra rossa | Lexie Stevens       | Mariana Dražić Oana Georgeta Simion | 6–4, 3–6, [10–12] |
| 2. | 23 luglio 2022   | Tennis International Darmstadt, Darmstadt | Terra rossa | Leyre Romero Gormaz | Elena Malõgina Alice Robbe          | 5-7, 5-7          |

## Vittorie contro giocatrici Top 10
| Stagione | 2024 | 2025 | Totale |
| Vittorie | 1    | 1    | 2      |

| #    | Giocatrice          | Ranking | Evento                      | Superficie  | Turno | Punteggio | Rank. JBMR |
| ---- | ------------------- | ------- | --------------------------- | ----------- | ----- | --------- | ---------- |
| 2024 |                     |         |                             |             |       |           |            |
| 1.   | Markéta Vondroušová | 6       | Torneo di Wimbledon, Londra | Erba        | 1T    | 6-4, 6-2  | 83         |
| 2025 |                     |         |                             |             |       |           |            |
| 2.   | Emma Navarro        | 9       | Open di Francia, Parigi     | Terra rossa | 1T    | 6-0, 6-1  | 68         |